# الموقف الدولي من مبادرة الحزام والطريق

حظيت مبادرة الحزام والطريق منذ أطلقتها الصين في عام 2013 باهتمام دولي واسع. وبحسبان أنها تدعو لإحداث تحولات غير مسبوقة في النظام الاقتصادي والاجتماعي والجيوإستراتيجي. هذه التحولات تتجه نحو عالم متنوع في الاقتصاد، ونظام اجتماعي واحد متعدد الثقافات، يهيئ لتعاون دولي، يُبنى على أسس أكثر كفاءة وقبولاً وانفتاحا، كما أن المبادرة تأخذ في حيثياتها القبول المتبادر لمراعاة المصالح المشتركة في إطار من المنفعة المتبادلة والعدالة والعقلانية والاتزان في العلاقات الدولية.

## موقف دول الأمريكتين من المبادرة

### الولايات المتحدة الأمريكية
تقف الولايات المتحدة الأمريكية عراب النظام العالمي الجديد ومخرجات العولمة ومؤسساتها وأدواتها وما شائت به من رؤى وأفكار وأشياء أصبحت في حكم المسلّمات عبر العالم وأثيره الكوني. ولكن ولّد صعود الصين المذهل تكهنات واسعة حول إستراتيجية الصين الأخيرة، وشكلت وحاولة احتواء الصعود الاقتصادي الصيني وكبح جماح طموحات الاقتصادية تجاه المنطقة والعالم، من خلال قطع خطوط إمدادات الصين بموارد الطاقة، أحد أهم أهداف إستراتيجية أوباما في منطقة آسيا من المحيط الهادي، فصعود قوة آسيوية جديدة في آسيا يمثل تهديدا عالمياً للمصالح الاقتصادية الأمريكية وزعامة أمريكا العالمية. وتسعى الولايات المتحدة من خلال اعتمادها إستراتيجية الاحتواء المتعدد الأطراف، التي ترمي إلى تشكيل تكتلات اقتصادية في القارة الآسيوية، للحد من انتشار الاقتصاد الصيني. ويبدو أن الصين تنبهت لهذا الأمر مما جعل قادة الصين يعتقدون في الآونة الأخيرة أن الولايات المتحدة الأمريكية تبذل جهوداً حازمة لاحتواء الصين أو تقييدها. ولم تعد المواجهة بين واشنطن وبيكين تقتصر على الضغوط والقيود والقيود المتبادلة على سلع كل منهما، ولاسيما بعد تولي «دونالد ترامب» رئاسة أمريكا مطلع عام 2017م، وإنما خرجت إلى نطاقات دولية، وسط مساع أمريكية إلى هدم جسور الصين التجارية وليس منافستها.

### دول أمريكا الجنوبية
تبدو دول أمريكا الجنونبية أكثر حماساً لتحقيق مبادرة الحزام الاقتصادي على طريق الحرير. دخلت البرازيل في إطار المبادرة الصينية لتبدأ علاقة اقتصادية متينة في النشوء ثم الارقاء والتصاعد المتتالي. وبهذا الصدد تم الاتفاق في مدينة فورتاليزا في البرازيل على عدد كبير من المشاريع الإنمائية الضخمة بين مختلف الدول في إطار "طريق الحرير إلى مرحلة جديدة في القارة الأمريكية. كما طلبت بوليفيا من الصين المساعدة في بناء الجزء البوليفي، ويصبح اسم المشروع "سكة حديد المحيطين المركزية"، ومن جهة أخرى تعمل الصين مع بوليفيا للتعاون في مجال الأقمار الصناعية. وهناك سلسلة كاملة من 29 مشروعاً مشتركاً بين الصين وكوبا في عدد من المجلات التنموية. كما تجمع الصين بالأرجنتين مشاريع بنية تحتية وتعاولاً نووياً في إطار 19 اتفاقاً، وهناك اتفاقات تعاون بين الصين وفنزويلا والصين والمكسيك.

## موقف دول أوروبا من المبادرة
على نقيض موقف أمريكا باتت مبادرة الحزام والطريق التي أطلقتها الصين عام 2013 تحظى بانضام دول أوروبا؛ حيث غدت دول أوروبية كبرى تسعى وراء الاستفادة منها، مثل ألمانيا وفرنسا وبريطانيا وإيطاليا. ويتبدى الموقف الأوروبي التي تقف في طليعته فرنسا التي أقامت علاقاتها مع الدبلوماسية مع الصين في عام 1964، والتي تسعى لتطوير علاقاتها مع الصين خاصة بعد طرح مبادرة إحياء طريق الحرير، كما تتطلع إلى قيادة الدول الغربية لتعزيز التعاون مع الصين، في إطار مبادرة الحزام والطريق، والحفاظ على مكانة فرنسا وتعزيزها في أوروبا والعالم.

## موقف دول آسيا من المبادرة

### إيران
كان الترحيب الأكبر للمبادرة في إيران؛ حيث إن الحكومة الإيرانية الجديدة استعادت حلم البلاد القديم بتأسيس طريق الحرير. فالعلاقات الصينية الإيرانية قائمة على الاحترام المتبادل منذ القدم. لذا جاء هذا المشروع لتعزيز هذه العلاقة. فالمشروع الصيني يهدف إلى استثمار مئات المليارات من الدولارات، ومد طرق مواصلات حديدية ومائية، إضافة إلى مد أنابيب الغاز والنفط والطاقة وخطوط الألياف البصرية، ومعظمها يمر عبر إيران ويصل بحر الصين في الشرق بأوروبا وإفريقيا في الغرب. وقد استطاعت الصين إقناع إيران بتوقيع اتفاقية تعاون تجاري مشترك لتحويل إيران إلى مركز «ترازيت» للبضائع الصينية ريثما يتم تفعيل طريق الحرير.

### الهند
تَعتبر الهند أن الممر الاقتصادي بين الصين وباكستان الذي يفترض ان يمر عبر إقليم كشمير المتنازع عليه بين الهند وباكستان يتجاهل قلقلها الأساسي بشأن السيادة والسلامة الإقليمية، كما أن مؤشرات طريق الحرير على الأرض في لم تات ملائمة مع تطعات الهند. وعلى الرغم من أن الهند تعد معارضةً لمشروع مبادرة الحزام والطريق الصيني، إلا أنها في الوقت ذاته أحد أكبر شركاء الصين في التجارة؛ حيث يبلغ حجم التبادل الاستثماري الصيني نحو الهند ما يقارب 84 مليار إلى 126 مليار دولار مقدراً بين 2017-2021م.

### اليابان
على مسافة ليست ببعيدة لا تخفى طوكيو مخاوفها من صعود الصين الاقتصادي، خاصة بعد أن تمكنت الصين من إزاحة اليابان من المركز الثاني الأكبر قوة اقتصادية بعد الولايات المتحدة، وتبدي اليابان قلقها من هذا التزايد بصفة مستمرة. ومع هذا فإن التقارب الصيني الياباني يشهد تطوراً ملحوظاً، حيث دخل البلدان مرحلة جديدة من التعاون. كما أن الصين تهتم بعلاقاتها مع اليابان، وتنظر إليها بأنها شريك تجاري مهم وتسعى إلى تعزيز الشراكة الاقتصادية معه.

### تركيا
تحظى المبادرة الصينية بالنسبة لتركيا بأهمية اقتصادية وجيوسياسية كبرى؛ حيث أن الجانب التركي كان أول من حاول إعادة إحياء هذا الطريق بعد تفكك الاتحاد السوفيتي واستقلال العديد من جمهوريات آسيا الوسطى، ولكن كان من منطلق ثقافي.

### روسيا
إن ارتباط موسكو وبكين بمصالح جيو اقتصادية بعيدة المدى، ففي حين أن الصين بادرت إلى تأسيس بنك «بركس» للتنمية والبنك الآسيوي للاستثمار في البنية التحتية، وصندوق طريق الحرير الذي يستهدف تعزيز التجارة مع أوراسيا، فإن روسيا تعقد آمالاً على حاجة الصين إلى عبور أراضيها نحو أوروبا، وإلى مصادر الطاقة الروسية، وتكاد المصالح المشتركة تجعل البلدين حليفين سياسيين رغم التزام بكين بعدم الدخول في تحالفات.

## موقف دول إفريقيا من المبادرة
تمس مبادرة الحزام والطريق، وخاصة طريق الحرير البحري، عددًا من البلدان الإفريقية في شرق وجنوب شرق إفريقيا (مثل إثيوبيا وكينيا وتنزانيا وموزمبيق ومدغشقر وجنوب إفريقيا) وشمال إفريقيا (مصر والمغرب والجزائر).)، والبلدان الأفريقية الداخلية مثل جمهورية الكونغو الديمقراطية وزامبيا وزيمبابوي.

### نيجيريا
دخلت نيجيريا رسميًا في مبادرة الحزام والطريق من خلال مذكرة تفاهم موقعة من الرئيس محمد بخاري في قمة بكين لمنتدى التعاون الصيني الأفريقي، سبتمبر 2018. قسم سكة حديد أبوجا - كادونا هو القسم الأول من مشروع تحديث السكك الحديدية النيجيرية، باستخدام المعايير الفنية للسكك الحديدية الصينية وربط العاصمة أبوجا، ولاية النيجر وولاية كادونا، بطول إجمالي يبلغ 186.5 كيلومترًا وبسرعة قصوى 150 كيلومترًا في الساعة. تشمل بعض المزايا الرئيسية التي تجلبها مبادرة الحزام والطريق لنيجيريا وأفريقيا: فرص العمل، والبنية التحتية، والاستثمار، والاتصال، والتماسك الاجتماعي، والزواج بين الثقافات، والسياحة، والطب التقليدي، والأهم من ذلك الوحدة الأفريقية.